# ماريا إيسبيرانزا باريوس
ماريا إيسبيرانزا باريوس (بالإسبانية: María Esperanza Barrios)‏ (18 ديسمبر 1892 – 2 أكتوبر 1932) كاتبة وصحفية أوروغوانية. ساهمت بالمشاركة بتأسيس صحيفة «سباقنا» Nuestra Raza وهي دورية كانت موجّهة للشعوب الأفرو-كاريبية في أوروغواي.

## السيرة الذاتية

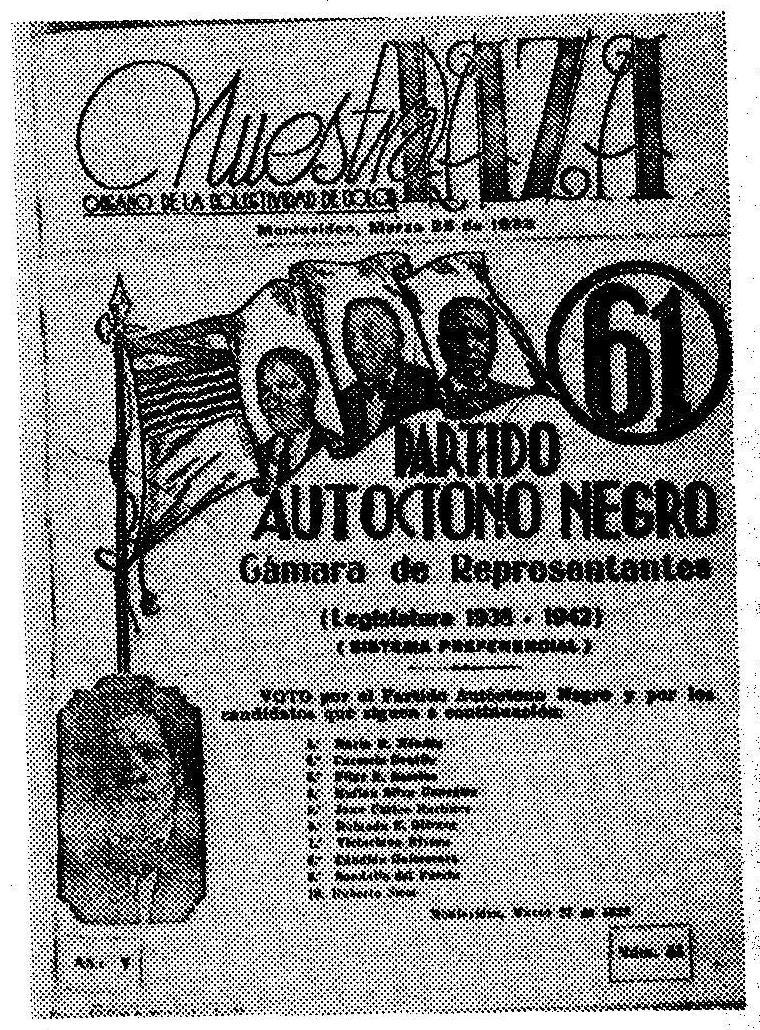
سباقنا

ولدت باريوس عام 1892. هي شقيقة الصحفي والشاعر المؤثر بيلار باريوس الذي أسس صحيفة «لا فيرداد» عام 1911. عملت ماريا مراسلة للصحيفة حتى عام 1914، قبل أن تباشر المشاركة بتأسيس دروية «بويستا رازا» مع شقيقها عام 1917. نشرت الدورية في سان كارلوس واستمرت في النشر لمدة عشر سنوات إلا أن أعلن المحرر أنها ستتوقف عن النشر. بررت الصحيفة سبب إغلاقها لعدم المبالاة وغياب النتائج. في وقت لاحق، استشهد بالدورية كأداة هامة للدفاع على إصلاحات الحقوق المدنية في أوروغواي. كما كانت باريوس موضع ملاحظة لاهتمامها بالفن ورائدة في النسوية السوداء.